# Tanahlandean
Tanahlandean is een bestuurslaag in het regentschap Gresik van de provincie Oost-Java, Indonesië. Tanahlandean telt 1573 inwoners (volkstelling 2010).